# FK Ohrid Lote
Fudbalski klub Ohrid Lote (makedonsky: Фудбалски клуб Охрид Лоте) byl severomakedonský fotbalový klub sídlící ve městě Ochrid. Klub byl založen v roce 1976 jako FK Borec, zanikl v roce 2012.

## Historické názvy
- 1976 – FK Borec
- 2009 – FK Ohrid Lote

## Umístění v jednotlivých sezonách
| Sezóny  | Liga       | Úroveň | Z  | V | R | P  | VG | OG | +/- | B  | Pozice |
| ------- | ---------- | ------ | -- | - | - | -- | -- | -- | --- | -- | ------ |
| 2010/11 | Vtora Liga | 2      | 26 | 9 | 2 | 15 | 40 | 49 | -9  | 29 | 10.    |
| 2011/12 | Vtora Liga | 2      | 30 | 6 | 1 | 23 | 22 | 74 | -52 | 19 | 16.    |